# Giovanni Costanzio Caracciolo
Giovanni Costanzio Caracciolo (ur. 19 grudnia 1715, zm. 22 września 1780 w Rzymie) – włoski kardynał.

## Życiorys
Urodził się 19 grudnia 1715 roku na morzu, podczas podróży jego rodziców Carminego Niccola Caracciolo i Costanzy Ruffo, z Kartaginy do Indii. Studiował w Neapolu, a potem mieszkał w Hiszpanii z ojcem aż do jego śmierci. Następnie został referendarzem Trybunału Obojga Sygnatur, klerykiem i audytorem Kamery Apostolskiej. 24 września 1759 roku został kreowany kardynałem diakonem i otrzymał diakonię San Cesareo in Palatio. 27 kwietnia 1760 roku przyjął święcenia subdiakonatu, a 25 maja – diakonatu. W 1765 roku został prefektem Trybunału Sygnatury Łaski. Zmarł 22 września 1780 roku w Rzymie.